# 小島奈津子のおかえりなさい
『小島奈津子のおかえりなさい』（こじまなつこのおかえりなさい）は、ニッポン放送で2003年9月29日から放送しているトーク番組である。

## 概要
2003年の平日ナイターオフ枠の『ショウアップナイター』関連番組若しくはバラエティ番組の内包番組として始まる。小島にとってフジテレビ退職以降、初めてのラジオのレギュラー番組である。
帰路にあるサラリーマン、学生、主婦らに向けて「おかえりなさい」や明日に向けたエールを送るメッセージコラムで構成し、日替わりで1つのテーマを掘り下げて紹介する。オープニングは「おかえりなさい……」、エンディングは「お疲れさまでした、そして（もう一仕事の方、）頑張ってください」の語でそれぞれ演出している。

## 出演者

### パーソナリティ
- 小島奈津子（フリーアナウンサー、元フジテレビアナウンサー） - 2003年 -

## 放送時間
JST表記

### 現在
2023年シーズン
- 月曜 17:35 - 17:40、2022年9月26日 - 2023年3月20日、2023年10月2日 -
- 火 - 金曜 18:20頃 - 18:25頃、火曜日は『古家正亨 K TRACKS』、水 - 金曜日は『鶴光の噂のゴールデンリクエスト』内で放送（2023年10月3日 - ）

内包先番組がNPB主催のレギュラー・シーズン プレーオフ、クライマックスシリーズ、日本シリーズ中継により休止する時は、当番組も放送を休止する。 またスペシャルウィークの期間も放送を休止する（本来の放送時間帯での番組提供は通常通り実施）。
2020年の日本プロ野球は新型コロナウイルスの影響で開幕を延期し、ニッポン放送は変則的編成で対応した。本番組は通常のナイターオフ番組では無く、10月一杯と11月第1週迄は『ニッポン放送ショウアップナイター』の事前番組である『ショウアップナイタープレイボール』に内包され、当該番組のコーナー「みんなのプロ野球 あの日、あの時、あの場所で」を小島がナレーションした。

### 過去
- 平日 18:30 - 18:35（2003年 - 2019年度）
- 月曜 17:46 - 17:51、火 - 金曜 17:51 - 17:56（2020年10月5日 - 11月6日）
- 平日 17:50頃 - 17:55頃（2020年11月9日 - 2021年3月25日、2021年9月27日 - 2022年3月24日）
- 火 - 金曜 17:50頃 - 17:55頃（2022年9月27日 - 2023年3月24日）

## 特別番組
- 小島奈津子のおかえりなさい増刊号 - 番組開始17年目にして元日に初の特番を編成する。2020年1月1日 19:00 - 19:30